# Hans Jakob Fries
Hans Jakob Fries, auch Johann Jakob Fries (latinisiert Frisius; * 2. April 1546 in Zürich; † 10. Dezember 1611 ebenda), war ein Zürcher Gelehrter, Bibliothekar und Verleger.

## Leben und Werk
Hans Jakob Fries war der Sohn des Zürcher Gelehrten Johannes Fries.  Er studierte ab 1563 in Genf, Frankreich und Deutschland. 1573 wurde er Professor für Logik, ab 1576 für Altes Testament am Zürcher Carolinum, von 1576 bis 1595 auch Bibliothekar. Fries setzte Konrad Gessners Bibliotheca universalis fort und verfasste ein chronologisches Philosophenlexikon. Sein Interesse an eidgenössischer Geschichte bewies er unter anderem mit einem Pamphlet über die Geschichte der Familie von Bürgermeister Rudolf Brun, die er aus den Chroniken von Johannes Stumpf und Heinrich Bullinger kompilierte.
Mit der Druckerei von Hans Rudolf Wyssenbach etablierte Fries einen eigenen Publikationskanal für seine Schriften, wurde wegen seiner verlegerischen Tätigkeiten allerdings verschiedentlich von der Obrigkeit gerügt. Vermutlich war er auch die treibende Kraft hinter der Publikationsreihe der Schlachtlieder der Alten Eydtgnossen, die Wyssenbach ab 1598 veröffentlichte.
Fries starb 1611 an einer Pest-Erkrankung.

## Veröffentlichungen
- Vom Geschlecht der Brunen zu Zürich: Sonderlich von dem Ersten Burgermeister der Statt Zürich. Ein History, sehr lustig unnd nutzlich zulesen. An den Edlen, Eherenvesten Paulum Brunen zu Nürenberg. Hans Rudolf Wyssenbach, Zürich 1599 (doi:10.3931/e-rara-5243).